# Мусаб Хасан Юсеф
Му́саб Ха́сан Ю́сеф (араб. مصعب حسن يوسف‎) — сын шейха Хасана Юсефа, одного из основателей палестинской группировки ХАМАС. Известен своей резкой критикой ХАМАС и пропалестинского движения.

## Биография
Мусаб Хасан Юсеф родился в 1978 году в городе Рамалла, является старшим ребёнком в семье из шести братьев и двух сестёр. На протяжении многих лет являлся доверенным лицом среди руководителей ХАМАС. В 1996 году был арестован сотрудниками израильских правоохранительных органов. После недолгого срока заключения согласился работать на израильскую службу безопасности ШАБАК. В 1997 вышел из израильской тюрьмы и на протяжении десяти лет работал на израильские спецслужбы.
Мусаб Хасан Юсеф заявлял в интервью израильскому телеканалу Аруц 2, что изначально согласился сотрудничать с ШАБАК в надежде разоблачать их деятельность и вычислять других агентов в пользу ХАМАС, но затем стал сотрудничать со спецслужбой по-настоящему с целью спасения невинных жизней от террористических атак ХАМАС и других радикальных исламских группировок.
Мусаб Хасан Юсеф предотвратил множество террористических атак, предупреждая израильские органы безопасности о выходе на дело того или иного террориста-смертника. С его помощью были разоблачены несколько террористических ячеек на территории Израиля и арестованы несколько высокопоставленных руководителей террористических организаций, такие как Абдулла Баргути (основатель группировки ФАТХ), Марван Баргути (руководитель «Танзим») и Ибрагим Хамид, главарь боевиков ХАМАС в Иудее и Самарии.
Мусаб Хасан Юсеф отрёкся от ислама и принял христианство. В 2007 году он решил покинуть Ближний Восток и в течение трёх лет боролся за получение политического убежища в США. В 2010 году, с помощью Фонда за правду на Ближнем Востоке, Мусаб Хасан Юсеф избежал депортации из США, которой мог подвергнуться из-за американских санкций против ХАМАС и всех, кто в прошлом помогал группировке.
В 2010 году он также выпустил книгу «Сын ХАМАС», в которой изложил историю своей жизни и подверг критике политику ХАМАСа, обвиняя его в расизме и убийстве невинных евреев и арабов. Мусаб Хасан Юсеф надеется вернуться на родину, когда там наступит мир.
В 2014 году на основе автобиографии «Сын ХАМАСа» был выпущен документальный фильм «Зелёный принц».

### Комментарии
1. ↑  ХАМАС признан террористической организацией Европейским союзом, Организацией американских государств и властями Аргентины, Австралии, Великобритании, Израиля, Канады, Новой Зеландии, Парагвая, США и Японии. Его деятельность также запрещена в Иордании и Египте.